# Syngamia extensalis
Syngamia extensalis là một loài bướm đêm trong họ Crambidae.